# Alphonse Colle
Charles Alphonse Colle fue un escultor francés, nacido en 1857 en Charleville-Mézières y fallecido el 28 de diciembre de 1935 en París.

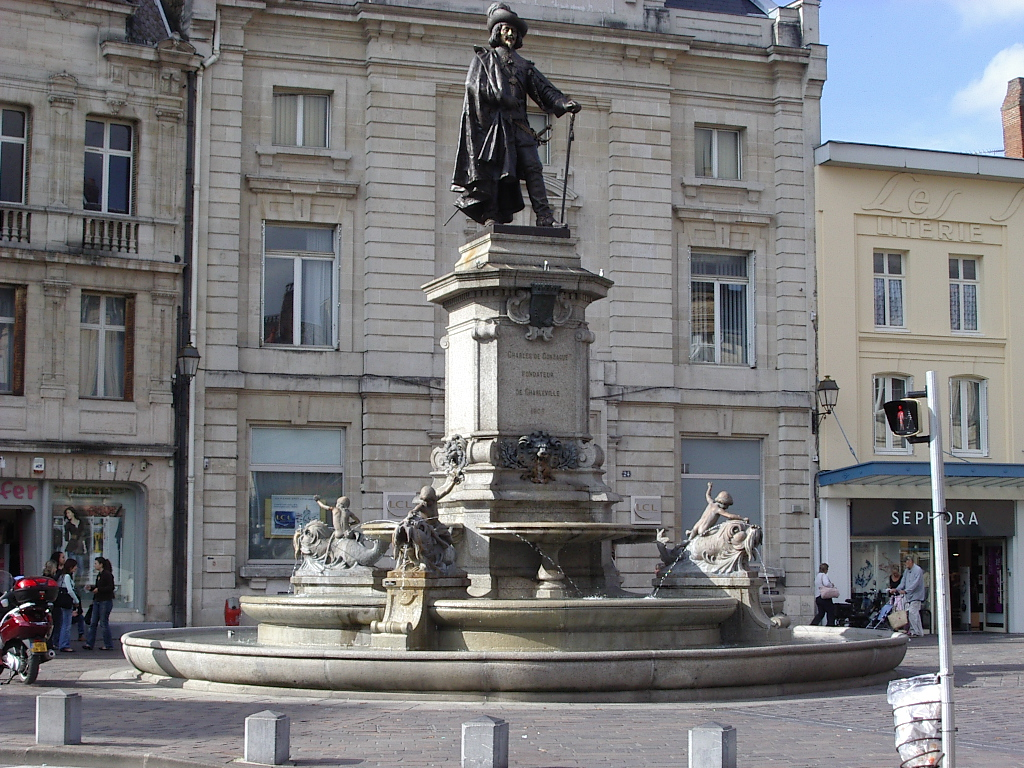
Monumento a Carlos Gonzaga

## Datos biográficos
Alumno de Aristide Croisy, Colle era el hijo del ingeniero jefe de puentes y carreteras del departamento. Se casó con Lucie Jeanne Gailly, hija del empresario y político Gustave Gailly .
En Charleville, en 1887, Alphonse Colle fundó con Eugène Damas la Unión artística de las Ardenas.

## Obras
Entre las mejores y más conocidas obras de Alphonse Colle se incluyen las siguientes:
- Busto de François Clément Sauvage
- Estatua de Carlos de Gonzaga (1899) (imagen)

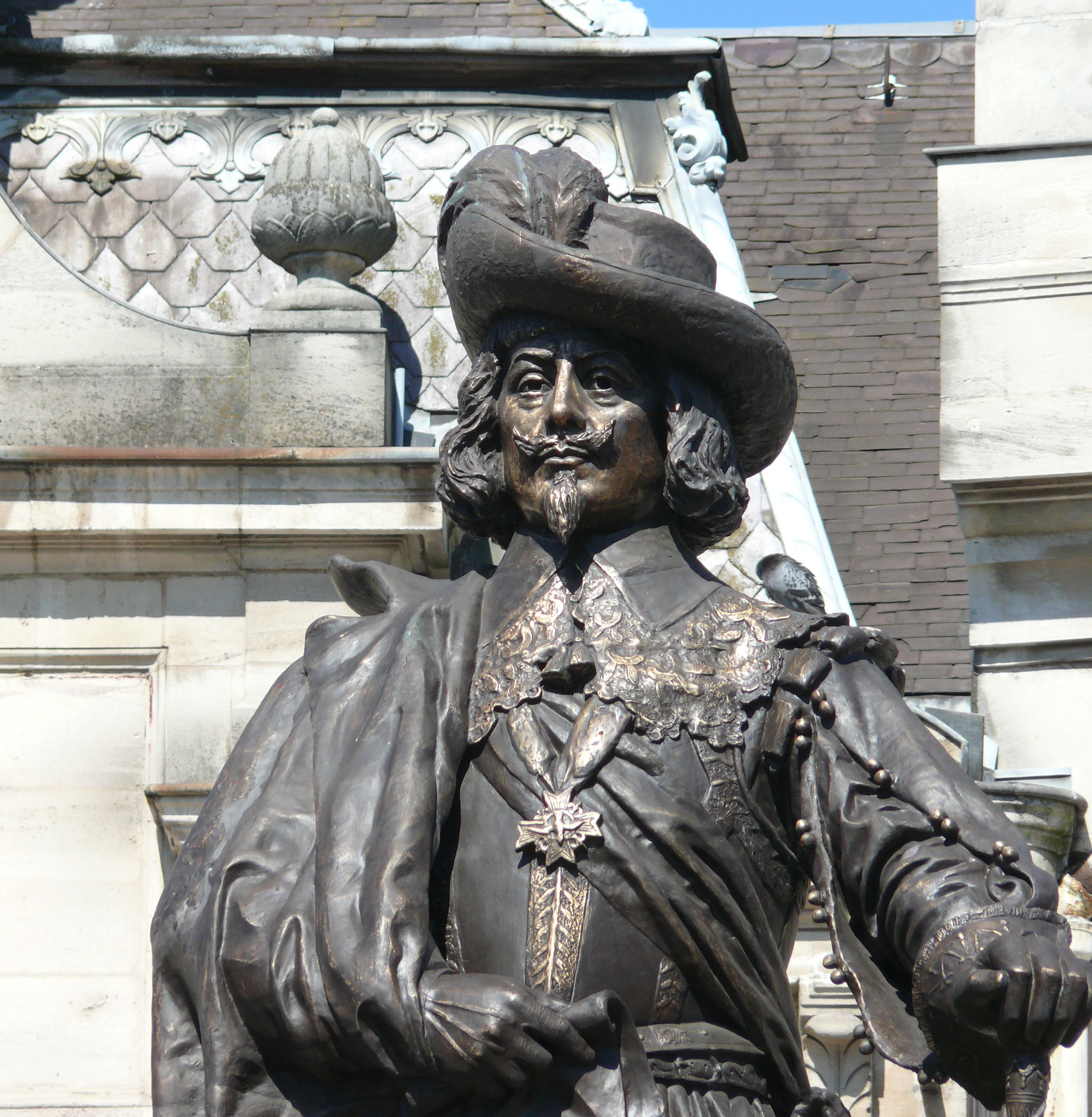
Detalle
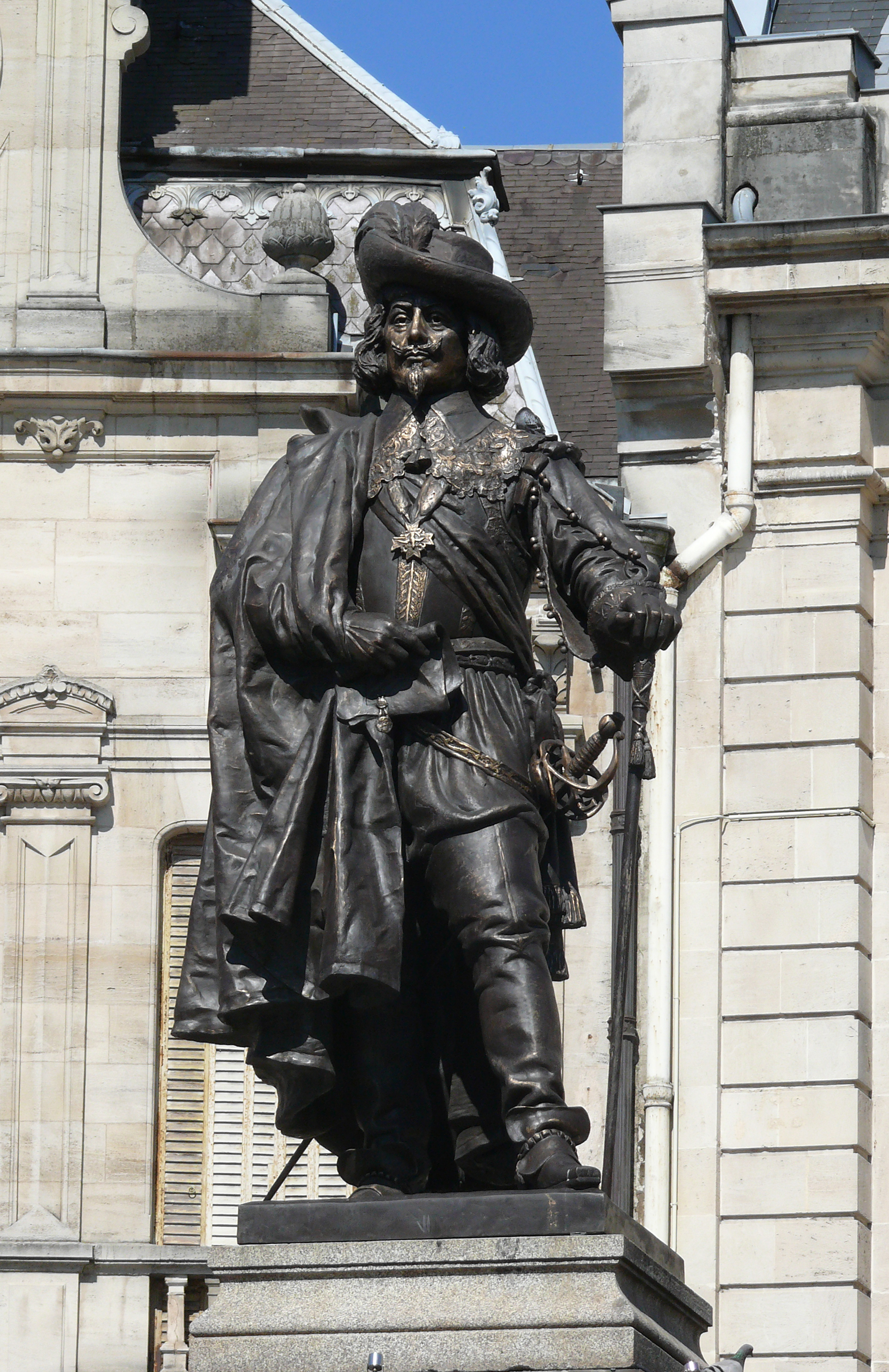
Detalle
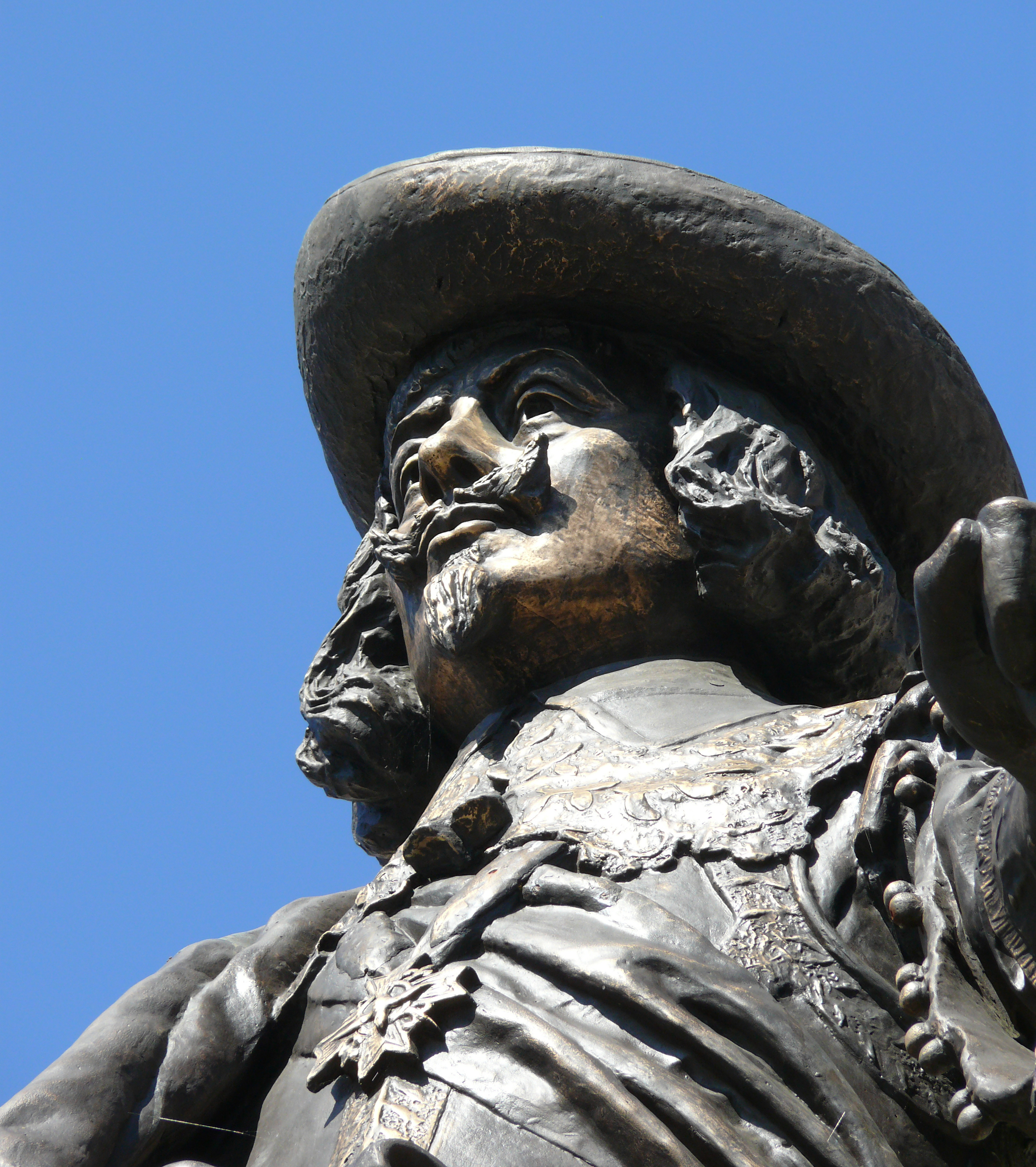
Detalle[1]49°46′15.06″N 4°43′9.8″E / 49.7708500, 4.719389
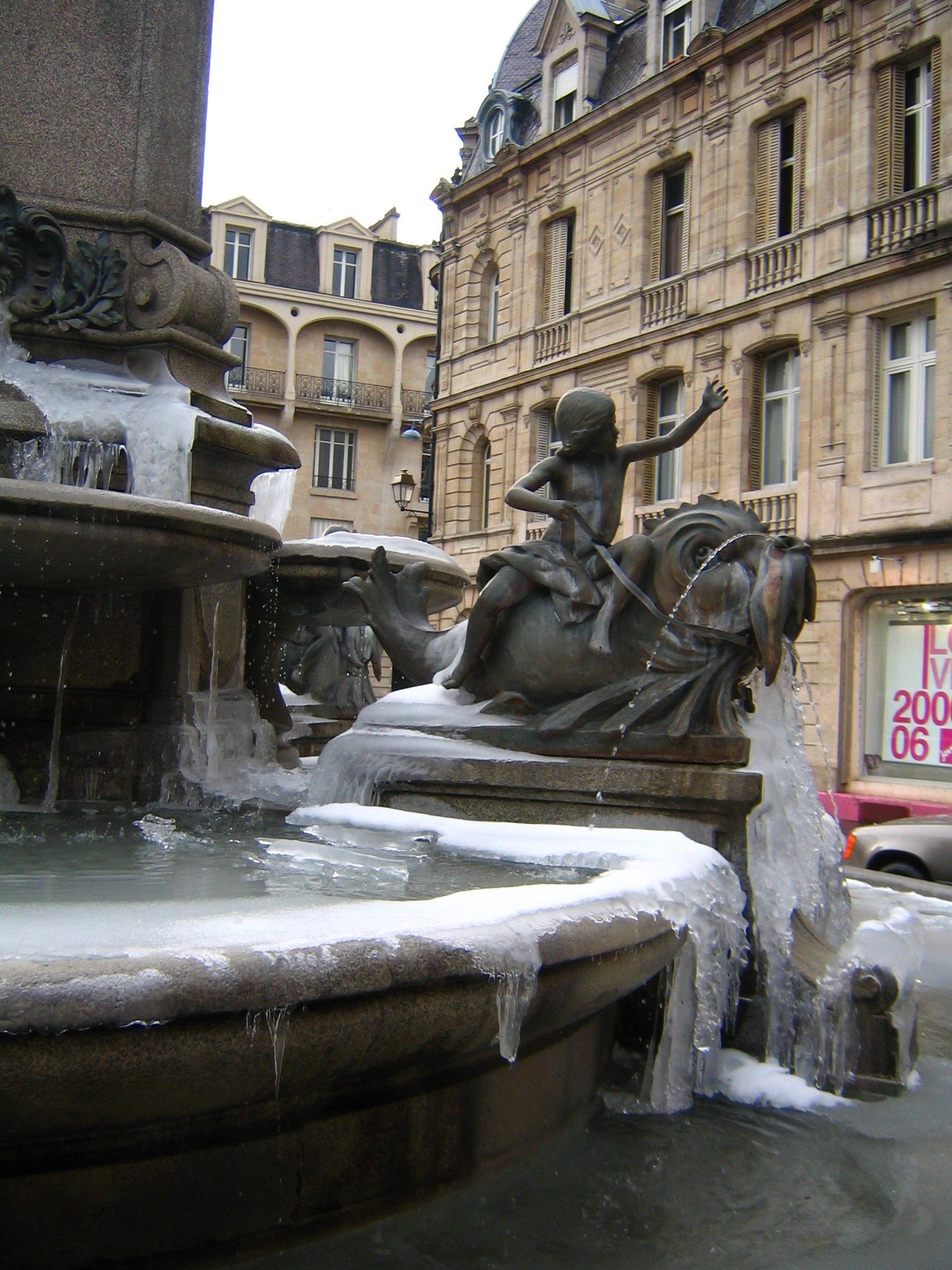
Detalle de la base

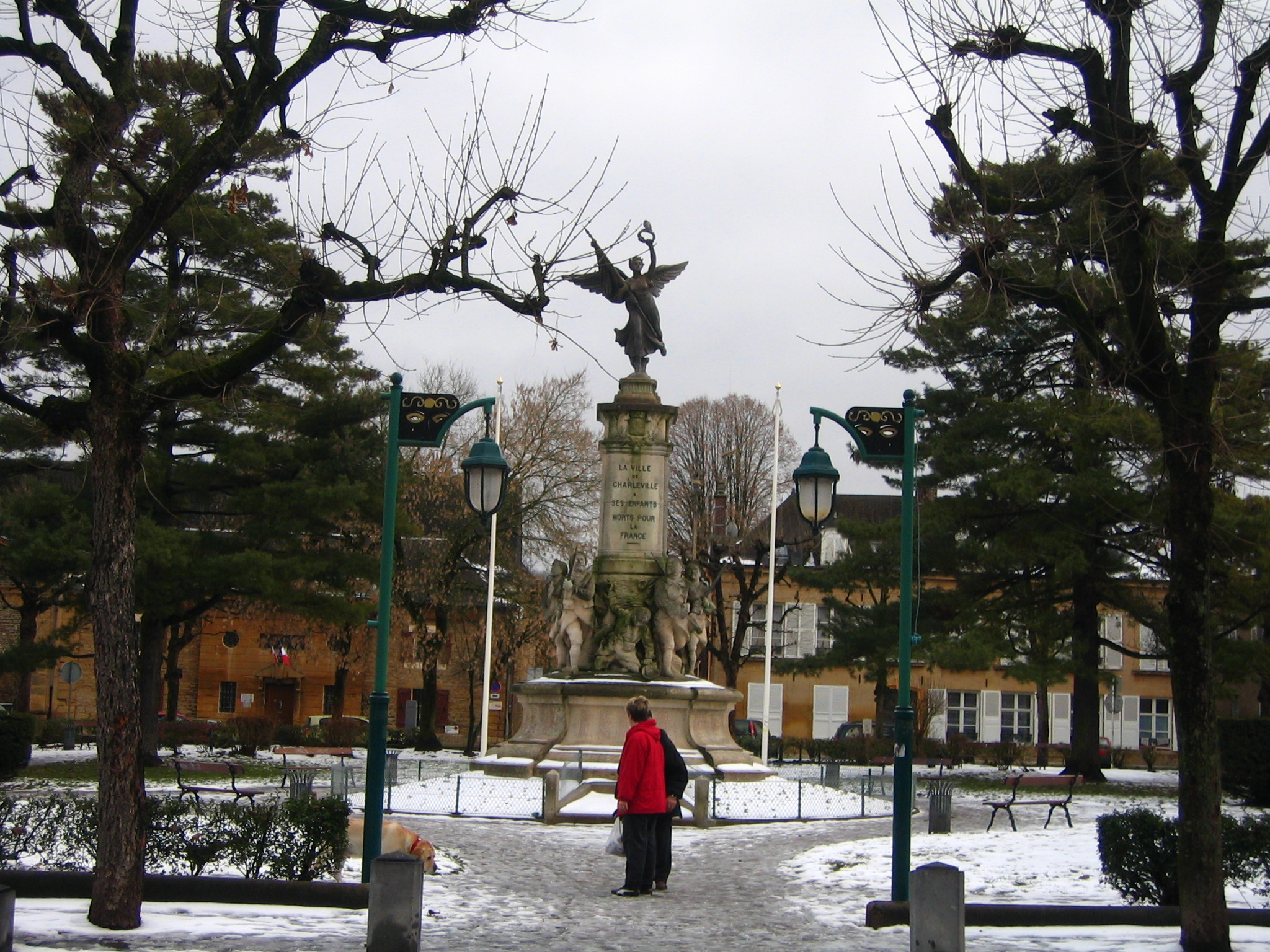
Monumento a los muertos de Charleville

- Monumento a Désiré Linard en Rethel (1900)
- Busto del inspector general Carré (1910)
- Luchador o pelea de gallos- Lutteur ou combat de coq (1918)
- Memorial a los muertos de Charleville (1923)
- Memorial a los muertos de Mézières (1927)